# محمدجواد جنیدی
محمدجواد جنیدی داروشناس و آب‌شناس ایرانی بود. او شاگرد اول فارغ التحصیلان داروسازی تهران در سال ۱۳۱۸ و از نخستین استادان دانشکده داروسازی تبریز بود.
او برای نگارش کتاب آب‌شناسی (هیدرولوژی): برنامه نظری در سال ۱۳۳۵ برندهٔ جایزه سلطنتی کتاب سال شد.

## آثار
- صنایع معدنی و آلودگی محیط
- چشمه‌های معدنی ایران
- آزمایش و تصفیه آبها
- کارآموزی داروسازی
- آب‌شناسی (هیدرولوژی): برنامه نطری
- آزمایش آب‌ها